# Jennifer Dorogi
Jennifer Dorogi, née un 30 mars au Michigan (États-Unis), est un modèle, une présentatrice et une actrice américaine d'origine vietnamienne et hongroise.

## Filmographie
- 1998 : Hors d'atteinte (Out of Sight) : Serveuse (non crédité)
- 2001 : Zoolander : Fashion victim (non crédité)
- 2001 : The Other Half (7 épisodes, 2001-2003) : elle-même
- 2001 : Soap Talk (8 épisodes, 2002-2003) : elle-même
- 2004 : Head 2 Toe (2 épisodes)
- 2005 : DOS : Division des opérations spéciales (E-Ring) (1 épisode) : Reporter
- 2005 : How Do I Look? (4 épisodes)
- 2006 : Living the Dream : Susie
- 2006 : Eve (1 épisode) : Rachel
- 2006 : The Tyra Banks Show (1 épisode) : elle-même
- 2006 : Fashion House (8 épisodes) : Amanda Bhandarkar
- 2006 : Extra (2 épisodes) : elle-même
- 2007 : Project Mom (1 épisode)
- 2008 : The Fashion Team (2 épisodes)
- 2008 : Shop Like a Star (3 épisodes)
- 2008 : Street Racer (Vidéo) : Teddy
- 2008 : Foreign Body : Santana Ramos
- 2008 : Voyage au centre de la Terre (Journey to the Center of the Earth) (V) : Kristen Radford (sous le nom de Jennifer Renee)
- 2008 : Des jours et des vies (2 épisodes) : Reporter
- 2009 : Dragonquest: le réveil du dragon : Katya
- 2016 : Break-up nightmare de Mark Quod